# Highland (Utah)
Highland – miasto w Stanach Zjednoczonych, w stanie Utah, w hrabstwie Utah.